# Pseudodoryctes tricolor
Pseudodoryctes tricolor är en stekelart som beskrevs av Szepligeti 1915. Pseudodoryctes tricolor ingår i släktet Pseudodoryctes och familjen bracksteklar. Inga underarter finns listade i Catalogue of Life.